# Cmentarz mariawicki w Cegłowie
Cmentarz mariawicki w Cegłowie – założony na początku XX wieku, cmentarz Kościoła Starokatolickiego Mariawitów położony przy ulicy Władysława Łokietka, na terenie parafii Kościoła Starokatolickiego Mariawitów w Cegłowie. Jest to największy cmentarz mariawicki na terenie diecezji lubelsko-podlaskiej, obsługujący wiernych nie tylko z miejscowej, ale i z pobliskich parafii.
W 1902 doszło w Cegłowie do rozłamu religijnego. Ówczesny proboszcz, ks. Bolesław Wiechowicz przeszedł do wspólnoty mariawitów, a za nim uczyniła to większość parafian. Na potrzeby społeczności mariawickiej wybudowano w 1906 duży neogotycki kościół parafialny i zorganizowano cmentarz wyznaniowy.
Teren cmentarza wielokrotnie powiększano, obecnie jego teren znajduje się w otoczeniu lasu, w południowej części Cegłowa. Ogrodzony jest ceglanym parkanem z dwoma bramami: od strony północnej (od kościoła) i zachodniej (od ul. Łokietka).
Na cmentarzu szczególną uwagę zwracają:
- nagrobek kapł. Marii Maksymiliana Szymańskiego (zm. 1929) – w latach 1906–1929 wikariusza miejscowej parafii mariawickiej;
- nagrobek kapł. Witolda Marii Tadeusza Szymańskiego (1926–2001) – wieloletniego proboszcza parafii Narodzenia NMP w Mińsku Mazowieckim;
- nagrobek kapł. Ireneusza Marii Stefana Adamca (1933–2015) – wieloletniego proboszcza parafii Świętych Apostołów Piotra i Pawła w Radzyminku;
- nagrobek Józefa Mistewicza „Boryny” (1912–1945) – żołnierza niepodległościowego, więźnia politycznego reżimu stalinowskiego;
- zbiorowa mogiła 7 mieszkańców zamordowanych przez hitlerowców 14 września 1939 w Łękawicy.

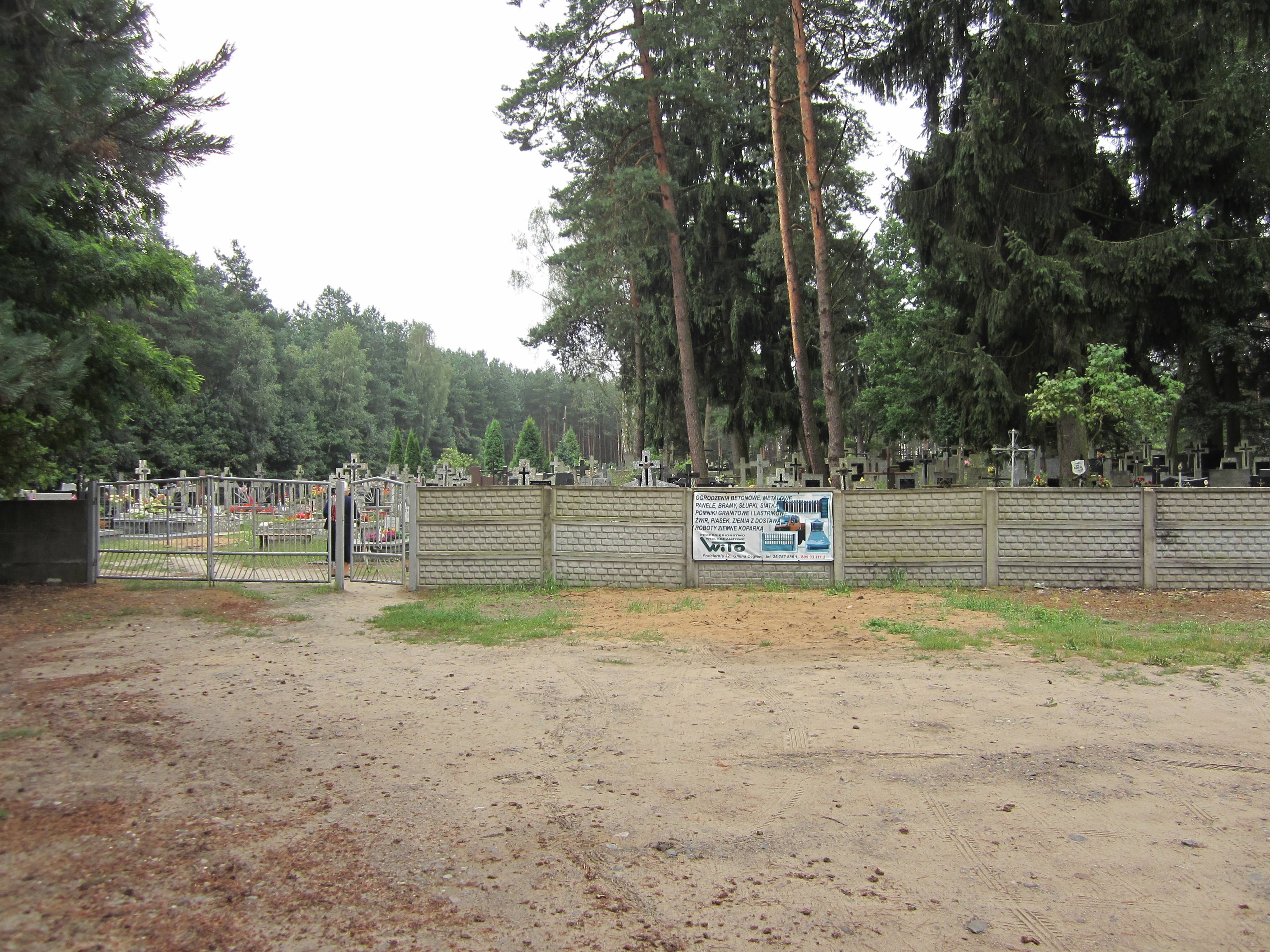
Brama główna
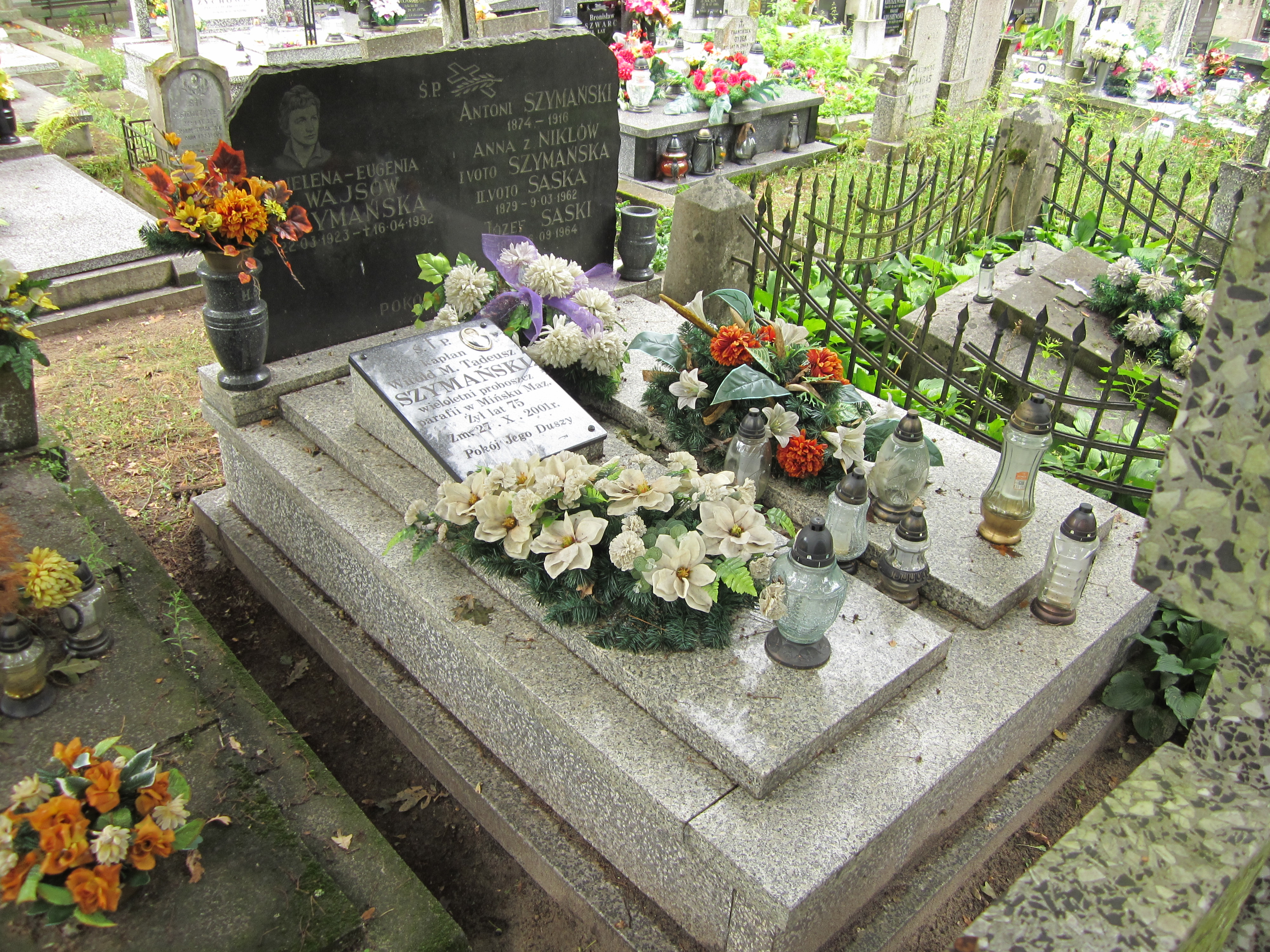
Nagrobek kapłana M.Tadeusza Szymańskiego
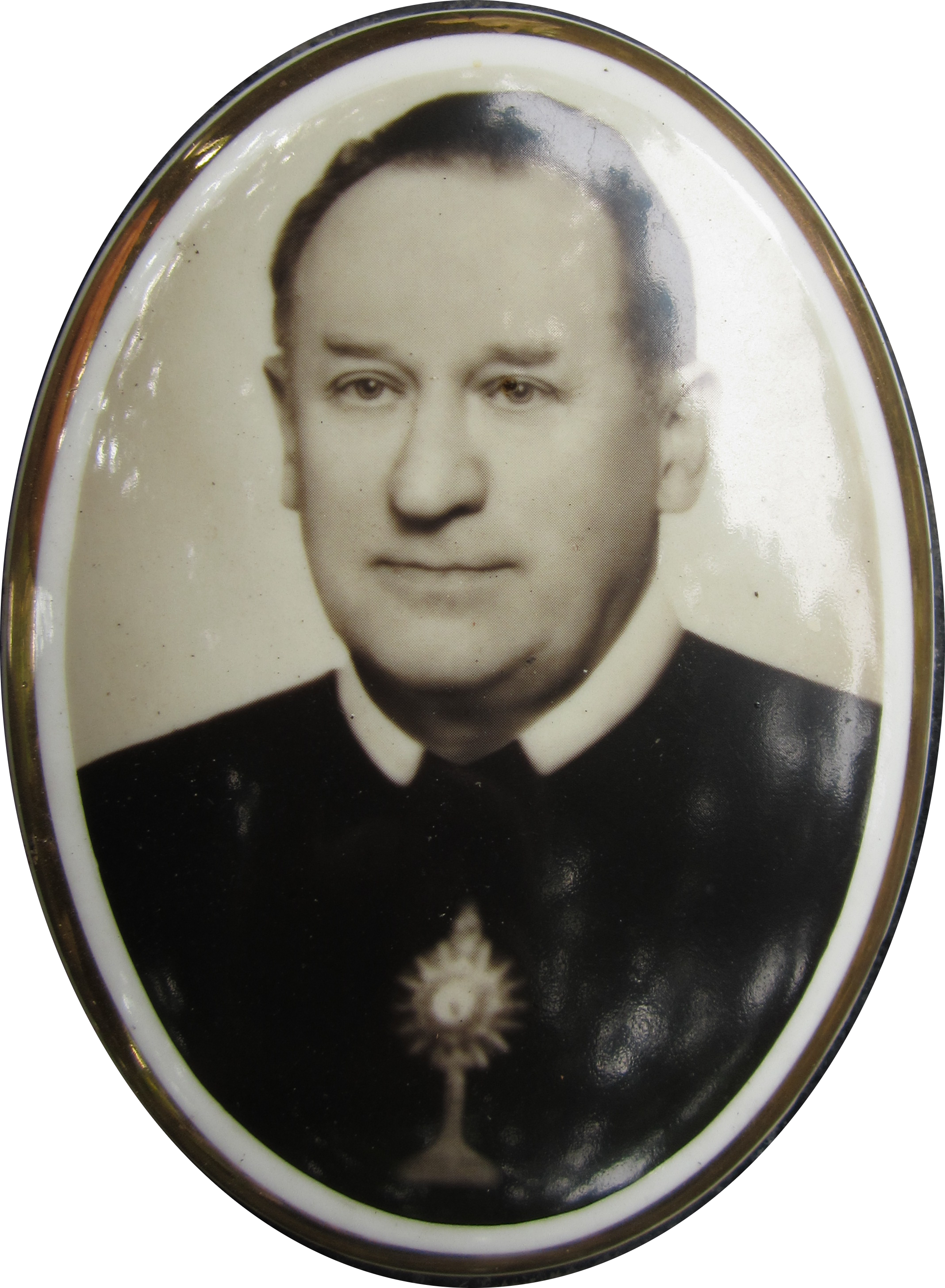
Zdjęcie z nagrobka kapł. M.Tadeusza Szymańskiego
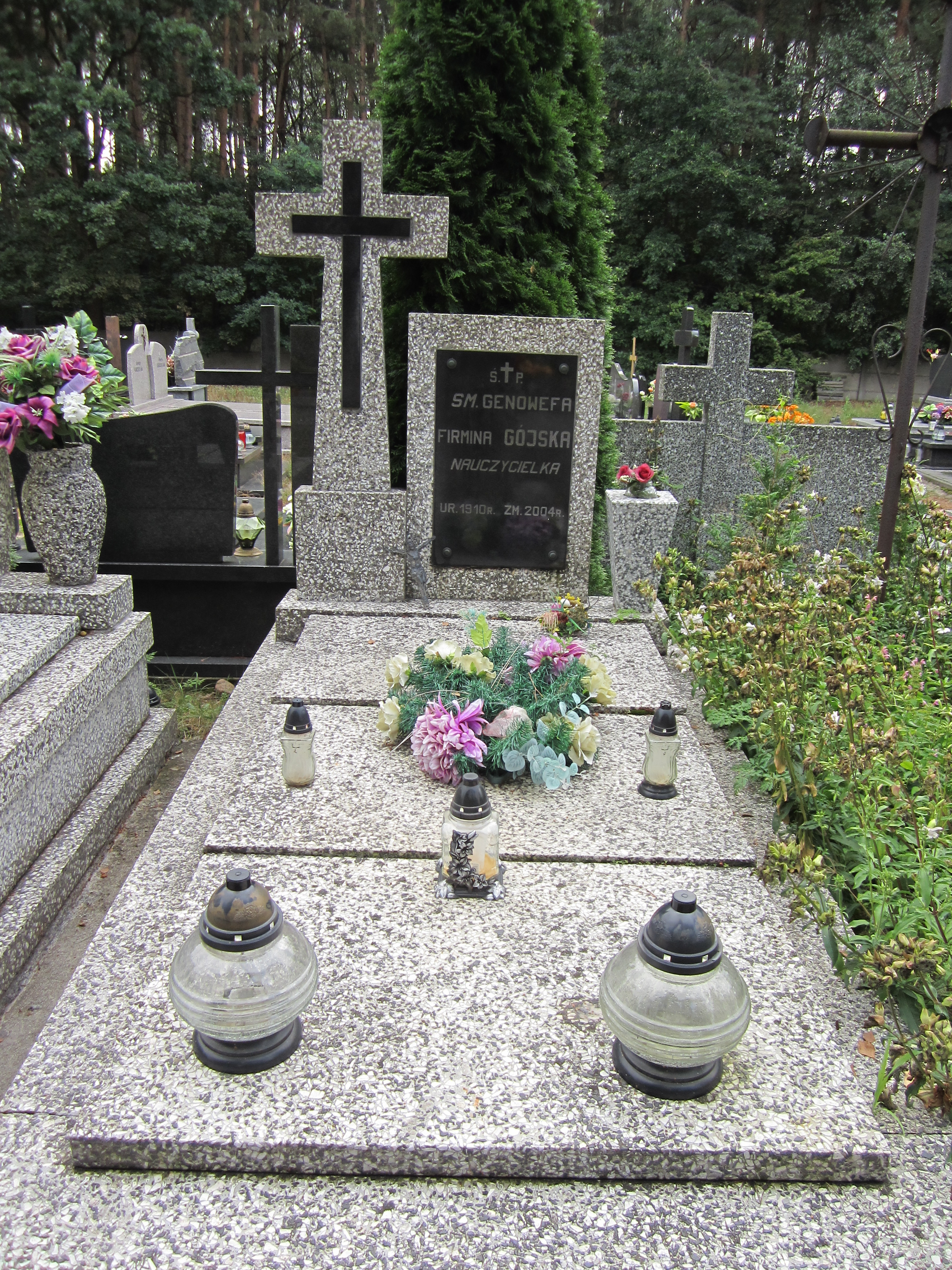
Nagrobek siostry M.Firminy Gójskiej
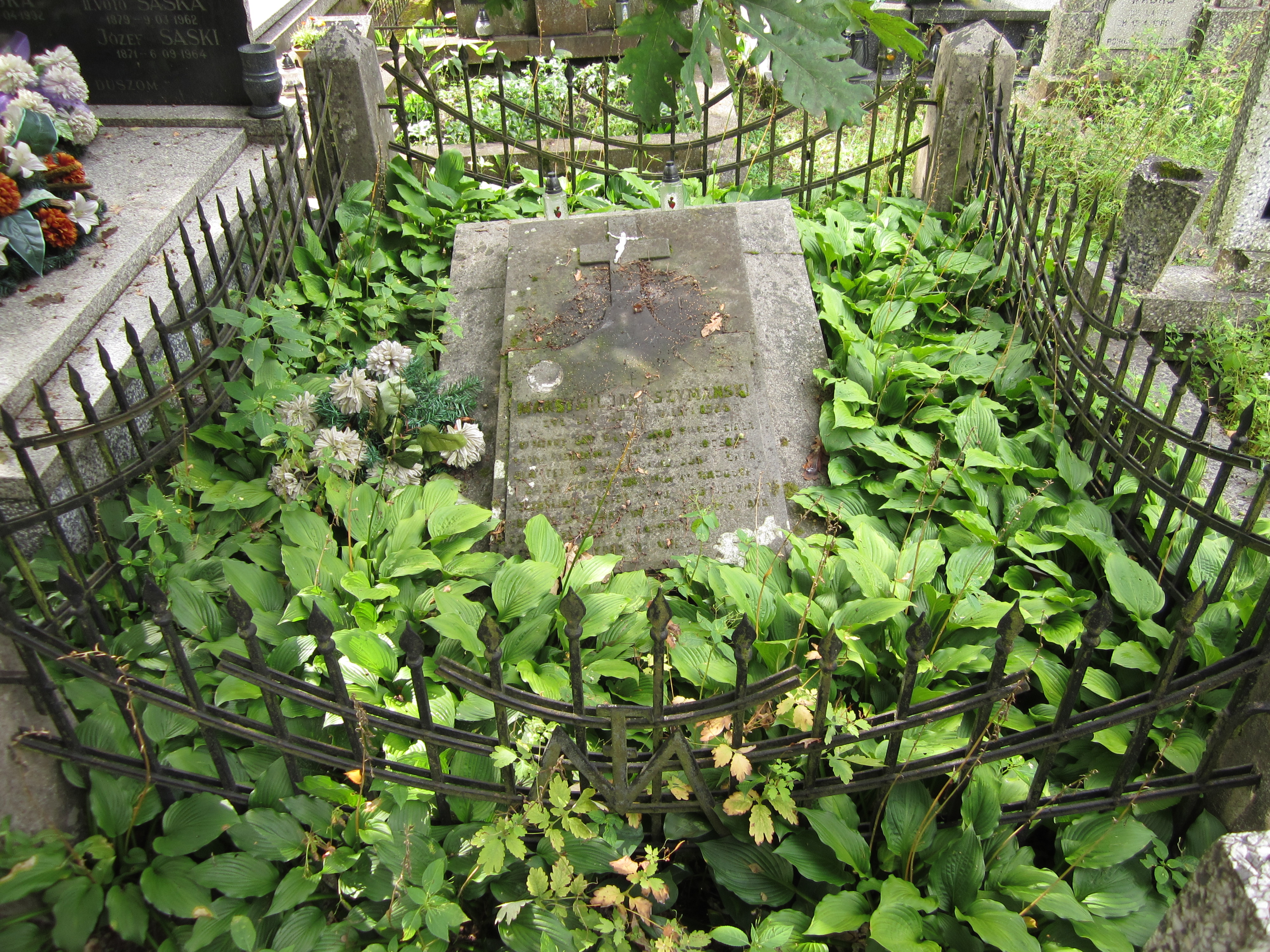
Nagrobek kapłana M.Maksymiliana Szymańskiego